# هارولد ویلسون
جیمز هارولد ویلسون (به انگلیسی: James Harold Wilson)‏ (۱۱ مارس ۱۹۱۶ – ۲۴ مه ۱۹۹۵) سیاستمدار عضو حزب کارگر بریتانیا بود که از سال ۱۹۶۴ تا ۱۹۷۰ و از ۱۹۷۴ تا ۱۹۷۶ به عنوان نخست‌وزیر بریتانیا فعالیت می‌کرد و در چهار دوره انتخابات عمومی به پیروزی رسید. او آخرین نخست‌وزیر بریتانیا بود که در دوره‌های غیر متوالی خدمت کرد. هارولد ویلسون در ۲۴ مه ۱۹۹۵ در ۷۹ سالگی درگذشت.